# District de Changqing
Le district de Changqing (长清区 ; pinyin : Chángqīng Qū) est une subdivision administrative de la province du Shandong en Chine. Il est placé sous la juridiction de la ville sous-provinciale de Jinan.